# Hraň
Hraň – wieś (obec) na Słowacji położona w kraju koszyckim, w powiecie Trebišov. Pierwsze wzmianki o miejscowości pochodzą z 1360 roku. 
Według danych z dnia 31 grudnia 2012 roku, wieś zamieszkiwało 1595 osób, w tym 837 kobiet i 758 mężczyzn.
W 2001 roku rozkład populacji względem narodowości i przynależności etnicznej wyglądał następująco:
- Słowacy – 94,45%
- Czesi – 0,45%
- Romowie – 2,43%
- Ukraińcy – 0,19%
- Węgrzy – 1,34%

Ze względu na wyznawaną religię struktura mieszkańców kształtowała się w 2001 roku następująco:
- Katolicy rzymscy – 60,88%
- Grekokatolicy – 11,3%
- Ewangelicy – 0,51%
- Prawosławni – 0,89%
- Ateiści – 1,91%
- Nie podano – 2,04%